# Frontière entre la Namibie et la Zambie
La frontière entre la Namibie et la Zambie se situe à l'extrémité d'un appendice géographique appelé Bande de Caprivi appartenant à la Namibie.

## Géographie

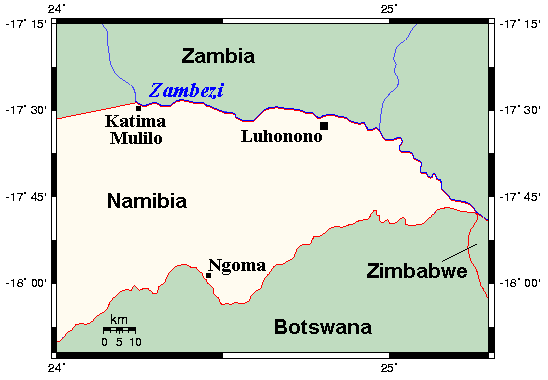
La frontière suit en partie le cours du Zambèze.

Pour partie terrestre du tripoint avec l'Angola jusqu'à la ville de Katima Mulilo, chef-lieu de la région namibienne de Zambezi, la frontière est alors délimitée par le fleuve Zambèze. En 2004, un pont routier à double voie de 900 m relie Katima Mulilo à Sesheke en Zambie, sur une grande route reliant Walvis Bay à Lusaka.

## Histoire
Cette frontière fut officiellement reconnue en 1990, lorsque la Namibie obtint son indépendance de l'Afrique du Sud. Les frontières de cette région ont été définies au XIXe siècle, lorsque Cecil Rhodes créa en 1889 la British South Africa Company. La frontière zambo-namibienne séparait alors la Rhodésie du Nord (britannique) du Sud-Ouest africain (allemand), attribué en 1919 à l'Union Sud-africaine.